# البثينة (قرية)
البثينة قرية في محافظة السويداء في سوريا، بالقرب من بلدة شقا وقرية الهيت تقريبا من ناحية الشرق تحدها البادية، مساحة الأراضي الزراعية كبيرة تقارب 30000 ألف دنم صالحة لزراعة الحبوب القمح والشعير، والجزء الجنوبي والشرقي يصلح لزراعة الحمص والعدس وبعض المحاصيل الأخرى  .
تعداد السكان في البثينة حوالي 2.500 نسمة. معدل الأمطار الطبيعي 250 مم.ومنذ 3 سنوات ،  بدأت الجهات المختصة في الدولة بحفر الآبار الصالحة للري والشرب فهناك الآن 2 آبار تخدم احتياجات البلدة وبدأت الغالبية العظمى من الأهالي تتوجه لزراعة الأشجار المثمرة مثل الزيتون وحاليًا تحتل زراعة اللوزيات حيزًا جيدًا من النشاط الزراعي في القرية .